# Перший об'єднаний фронт
Перший об'єднаний фронт — альянс, сформований 1923 року Гоміньданом і Комуністичною партією Китаю. Поклав край Добі мілітаристів.

## Історія
Партії спільно сформували Національно-революційну армію та 1926 року взяли участь у Північному поході. Члени КПК долучались до Гоміньдану й використовували перевагу в чисельності для поширення ідей комунізму. Представники Гоміньдану зі свого боку жадали контролювати комуністів «зсередини».
Обидві партії мали в такому союзі власні інтереси, що зробило його нестійким. 1927 року Чан Кайші вигнав комуністів, й альянс припинив своє існування (Шанхайська різанина (1927)). На той час Північний похід був лише наполовину завершений. Після того почалась Громадянська війна в Китаї, що де-факто була війною двох партій. Той період завершився створенням Другого об'єднаного фронту 1936 року, а також початком японсько-китайської війни.